# Other People's Lives
Other People's Lives is een album van de Britse singer-songwriter Ray Davies uit 2006.

## Tracks
- "Things Are Gonna Change (The Morning After)"
- "After The Fall"
- "Next Door Neighbour"
- "All She Wrote"
- "Creatures Of Little Faith"
- "Run Away From Time"
- "Tourist"
- "Is There Life After Breakfast"
- "Getaway (Lonesome Train)"
- "Other People's Lives"
- "Stand Up Comic"
- "Over My Head"